# Corrigiola paniculata
Corrigiola paniculata är en kransörtsväxtart som beskrevs av Albert Peter. Corrigiola paniculata ingår i släktet skoremmar, och familjen kransörtsväxter. Inga underarter finns listade i Catalogue of Life.